# Francesco Perina
Francesco Perina (Povegliano Veronese, 27 marzo 1942) è un politico italiano.